# Теорема Каратеодорі про продовження міри
В теорії міри теорема Каратеодорі твердить, що довільну (зліченно-адитивну) міру на деякому кільці {\displaystyle {\mathcal {R}}} підмножин множини {\displaystyle X} можна продовжити на σ-кільце, породжене кільцем {\displaystyle {\mathcal {R}}}. У випадку σ-скінченності міри таке продовження є єдиним. З теореми зокрема випливає існування і єдиність міри Бореля і міри Лебега.

## Твердження
Нехай {\displaystyle {\mathcal {R}}} — кільце на множині {\displaystyle \,\Omega } і  {\displaystyle \mu :R\to [0,+\infty ]} — міра на {\displaystyle {\mathcal {R}}}. Тоді існує міра {\displaystyle \mu ':\sigma ({\mathcal {R}})\to [0,+\infty ]} така, що {\displaystyle \,\mu '} є продовженням {\displaystyle \,\mu }. (Тобто, {\displaystyle \mu '_{|_{R}}=\mu }).
Тут {\displaystyle \,\sigma ({\mathcal {R}})} — {\displaystyle \sigma }-кільце, породжене {\displaystyle {\mathcal {R}}}.
Якщо міра {\displaystyle \mu } — σ-скінченна, то  {\displaystyle \mu '} є єдиною і також σ-скінченною.

### Напівкільця
Більш загально таке продовження існує для міри, заданої на напівкільці, тобто сім'ї підмножин, що задовольняють умови:
- {\displaystyle \varnothing \in S}
- Для всіх {\displaystyle A,B\in S} також {\displaystyle A\cap B\in S}
- Для всіх {\displaystyle A,B\in S} існують такі попарно неперетинні множини {\displaystyle K_{i}\in S}, де {\displaystyle i=1,2,\ldots ,n}, що {\displaystyle A\setminus B=\biguplus K_{i}} .

Однак цей випадок легко зводиться до попереднього, оскільки кожне напівкільце породжує кільце, елементами якого є:
{\displaystyle R(S)=\{A:A=\bigcup _{i=1}^{n}{A_{i}},A_{i}\in S\}}
Також міра, задана на напівкільці, поширюється на все кільце:
{\displaystyle \mu (A)=\sum _{p=1}^{n}{\mu (A_{p})}} для  {\displaystyle A=\biguplus _{p=1}^{n}{A_{p}}}  із  Ap    в    {\displaystyle {\mathcal {S}}} .

## Побудова продовження
Нехай {\displaystyle \mu } — міра, визначена на кільці {\displaystyle {\mathcal {R}}} підмножин множини {\displaystyle \Omega \,}.
Тоді можна визначити {\displaystyle \mu ^{*}} — функцію, визначену на {\displaystyle A\in {\mathcal {P}}(X)} так :
{\displaystyle \mu ^{*}(A)=\mathrm {inf} \{\sum _{k=1}^{+\infty }\mathrm {\mu } \,(E_{k})\,\mid \,E_{k}\in {\mathcal {R}},\,A\subset \bigcup _{k=1}^{+\infty }E_{k}\}.}
Дана функція є зовнішньою мірою, породженою мірою {\displaystyle \mu }.
Позначимо {\displaystyle {\mathcal {M}}_{\mu }} сім'ю підмножин {\displaystyle A} множини {\displaystyle \Omega \,},  для яких виконується:
Для всіх {\displaystyle E\subset \Omega \,} {\displaystyle \mu ^{*}(E\cap A)+\mu ^{*}(E\setminus A)=\mu ^{*}(E)}.
Тоді {\displaystyle {\mathcal {M}}_{\mu }} є σ-кільцем і на ньому можна визначити міру {\displaystyle {\overline {\mu }}(A)=\mu ^{*}(A)} для всіх {\displaystyle A\in {\mathcal {M}}_{\mu }}. Визначена таким чином функція є мірою, що збігається з {\displaystyle \mu } на множинах кільця {\displaystyle {\mathcal {R}}}. Також {\displaystyle {\mathcal {M}}_{\mu }} містить σ-алгебру {\displaystyle \,\sigma ({\mathcal {R}})} і звуження {\displaystyle {\overline {\mu }}} на елементи {\displaystyle \,\sigma (R)} і буде необхідним розширенням міри. 
σ-кільце {\displaystyle {\mathcal {M}}_{\mu }} є поповненням кільця {\displaystyle \,\sigma ({\mathcal {R}})}, відповідно вони збігаються, якщо визначена міра на {\displaystyle \,\sigma ({\mathcal {R}})} є повною. 
Тому для доведення теореми достатньо довести, що для довільної зовнішньої міри {\displaystyle \mu ^{*}} (не обов'язково породженої кільцем) визначені вище  {\displaystyle {\mathcal {M}}_{\mu }} є σ-кільцем, а {\displaystyle {\overline {\mu }}}  — мірою на цьому σ-кільці і, що у випадку якщо {\displaystyle \mu ^{*}} є породженою кільцем {\displaystyle {\mathcal {R}}}, то {\displaystyle \sigma ({\mathcal {R}})\subset {\mathcal {M}}_{\mu }.} Також у випадку σ-скінченності міри доводиться єдиність продовження. Нехай для довільної множини {\displaystyle E\subset \Omega \,}також {\displaystyle {\overline {E}}=\Omega \setminus E.}

### Mμ{\displaystyle {\mathcal {M}}_{\mu }}є σ-кільцем, аμ¯{\displaystyle {\overline {\mu }}}— мірою на σ-кільці
Оскільки для довільної підмножини {\displaystyle E\subset \Omega \,}і для порожньої множини виконується рівність {\displaystyle \mu ^{*}(E\cap \varnothing )+\mu ^{*}(E\setminus \varnothing )=\mu ^{*}(\varnothing )+\mu ^{*}(E)=\mu ^{*}(E)}  то {\displaystyle \varnothing \in {\mathcal {M}}_{\mu }.}
Якщо {\displaystyle A\in {\mathcal {M}}_{\mu }} то і {\displaystyle {\overline {A}}\in {\mathcal {M}}_{\mu }} оскільки для довільної підмножини {\displaystyle E\subset \Omega \,}виконується рівність 
{\displaystyle \mu ^{*}(E\cap {\overline {A}})+\mu ^{*}(E\setminus {\overline {A}})=\mu ^{*}(E\setminus A)+\mu ^{*}(E\cap A)=\mu ^{*}(E).}
Нехай тепер {\displaystyle A\in {\mathcal {M}}_{\mu }} і {\displaystyle B\in {\mathcal {M}}_{\mu }.} Для довільної підмножини {\displaystyle E\subset \Omega \,}із вимірності першої, а потім другої множини одержуються рівності:
{\displaystyle \mu ^{*}(E)=\mu ^{*}(E\cap A)+\mu ^{*}(E\cap {\overline {A}})=\mu ^{*}(E\cap A)+\mu ^{*}(E\cap {\overline {A}}\cap B)+\mu ^{*}(E\cap {\overline {A}}\cap {\overline {B}}).}
Також із {\displaystyle A\in {\mathcal {M}}_{\mu }} і властивостей елементарних операцій над множинами одержуються рівності:
{\displaystyle \mu ^{*}(E\cap (A\cup B))=\mu ^{*}(E\cap (A\cup B)\cap A)+\mu ^{*}(E\cap (A\cup B)\cap {\overline {A}})=\mu ^{*}(E\cap A)+\mu ^{*}(E\cap {\overline {A}}\cap B).}
Із попередніх нерівностей із застосуванням правила де Моргана остаточно:
{\displaystyle \mu ^{*}(E)=\mu ^{*}(E\cap (A\cup B))+\mu ^{*}(E\cap {\overline {(A\cup B)}}).}
Звідси також {\displaystyle A\cup B\in {\mathcal {M}}_{\mu }} і з попередніх двох властивостей і правила де Моргана {\displaystyle A\cap B={\overline {{\overline {A}}\cup {\overline {B}}}}\in {\mathcal {M}}_{\mu }.} Також {\displaystyle A\setminus B=A\cap {\overline {B}}\in {\mathcal {M}}_{\mu }.} Тобто {\displaystyle {\mathcal {M}}_{\mu }} є кільцем множин.
Нехай тепер {\displaystyle A_{n}\in {\mathcal {M}}_{\mu },\quad n\geqslant 1.} Тоді також {\displaystyle \bigcup _{n=1}^{\infty }A_{n}\in {\mathcal {M}}_{\mu }.} Для доведення, спершу для довільної підмножини {\displaystyle E\subset \Omega \,} із субадитивності зовнішньої міри відразу випливає нерівність:
{\displaystyle \mu ^{*}(E)\leqslant \mu ^{*}\left(E\ \bigcap \ \bigcup _{i=1}^{\infty }A_{i}\right)+\mu ^{*}\left(E\ \bigcap \ {\overline {\bigcup _{i=1}^{\infty }A_{i}}}\right).}

Для доведення протилежної нерівності, зважаючи  що {\displaystyle {\mathcal {M}}_{\mu }} є алгеброю можна замість {\displaystyle A_{n}} розглядати множини {\displaystyle A_{n}\setminus \bigcup _{i=1}^{n-1}A_{i}\in {\mathcal {M}}_{\mu }} і вважати, що множини не перетинаються. Тоді за індукцією із вимірності всіх множин для довільного {\displaystyle n\geqslant 1} і довільної підмножини {\displaystyle E\subset \Omega \,} виконується рівність:
{\displaystyle \mu ^{*}\left(E\ \bigcap \ \bigcup _{i=1}^{n}A_{i}\right)=\sum _{i=1}^{n}\mu ^{*}(E\cap A_{i}).}
Із цієї рівності і монотонності зовнішньої міри:
{\displaystyle \mu ^{*}(E)=\mu ^{*}\left(E\ \bigcap \ \bigcup _{i=1}^{n}A_{i}\right)+\mu ^{*}\left(E\ \bigcap \ {\overline {\bigcup _{i=1}^{n}A_{i}}}\right)\geqslant \sum _{i=1}^{n}\mu ^{*}(E\cap A_{i})+\mu ^{*}\left(E\ \bigcap \ {\overline {\bigcup _{i=1}^{\infty }A_{i}}}\right).}
Оскільки ці нерівності виконуються для всіх {\displaystyle n\geqslant 1} то із використанням властивості субадитивності зовнішньої міри одержується необхідна нерівність:
{\displaystyle \mu ^{*}(E)\geqslant \sum _{i=1}^{\infty }\mu ^{*}(E\cap A_{i})+\mu ^{*}\left(E\ \bigcap \ {\overline {\bigcup _{i=1}^{\infty }A_{i}}}\right)\geqslant \mu ^{*}\left(E\ \bigcap \ \bigcup _{i=1}^{\infty }A_{i}\right)+\mu ^{*}\left(E\ \bigcap \ {\overline {\bigcup _{i=1}^{\infty }A_{i}}}\right).}
Таким чином із двох протилежних нерівностей остаточно:
{\displaystyle \mu ^{*}(E)=\mu ^{*}\left(E\ \bigcap \ \bigcup _{i=1}^{\infty }A_{i}\right)+\mu ^{*}\left(E\ \bigcap \ {\overline {\bigcup _{i=1}^{\infty }A_{i}}}\right),}
тобто {\displaystyle \bigcup _{n=1}^{\infty }A_{n}\in {\mathcal {M}}_{\mu }.}
Якщо  взяти {\displaystyle E=\bigcup _{n=1}^{\infty }A_{n}} то також одержується рівність {\displaystyle \mu ^{*}\left(\bigcup _{n=1}^{\infty }A_{n}\right)=\sum _{n=1}^{\infty }\mu ^{*}A_{n},} тобто обмеження {\displaystyle {\overline {\mu }}} зовнішньої міри {\displaystyle \mu ^{*}} на множини із {\displaystyle {\mathcal {M}}_{\mu }} є сигма-адитивною функцією. Вона також очевидно є додатною, тобто мірою на {\displaystyle {\mathcal {M}}_{\mu }.}

### Початкове кільце є підмножиноюMμ{\displaystyle {\mathcal {M}}_{\mu }}
Нехай тепер {\displaystyle \mu ^{*}} є породженою кільцем {\displaystyle {\mathcal {R}}} і мірою {\displaystyle \mu } на ньому. Тоді {\displaystyle \mu (A)=\mu ^{*}(A),\ \forall A\in {\mathcal {R}}.} Справді, {\displaystyle \mu ^{*}(A)\leqslant \mu (A),\ } оскільки {\displaystyle A\subset A\cup \varnothing \cup \varnothing \cup \ldots .}Навпаки, для будь-якої послідовності {\displaystyle A_{n}\in {\mathcal {R}},\quad n\geqslant 1.} для якої {\displaystyle A\subset \bigcup _{n=1}^{\infty }A_{n}} також {\displaystyle A=\bigcup _{n=1}^{\infty }(A\cap A_{n}).}
Із σ-адитивності і монотонності міри на кільці випливає нерівність  {\displaystyle \mu (A)=\sum _{n=1}^{\infty }\mu (A\cap A_{n})\leqslant \sum _{n=1}^{\infty }\mu (A_{n}).} Тому, згідно з означенням зовнішньої міри також {\displaystyle \mu (A)\leqslant \mu ^{*}(A).}
Нехай {\displaystyle A\in {\mathcal {R}}}, {\displaystyle \varepsilon >0} — довільне додатне число, а {\displaystyle E\subset \Omega \,} — деяка множина для якої  {\displaystyle \mu ^{*}(E)<\infty .}  Згідно із означенням зовнішньої міри породженої мірою на кільці тоді існує послідовність {\displaystyle A_{n}\in {\mathcal {R}},\quad n\geqslant 1} для якої {\displaystyle E\subset \bigcup _{n=1}^{\infty }A_{n}} і  {\displaystyle \sum _{n=1}^{\infty }\mu (A_{n})<\mu ^{*}(E)+\varepsilon .}
Із урахуванням адитивності міри на кільці і субадитивності зовнішньої міри:
{\displaystyle \mu ^{*}(E)+\varepsilon >\sum _{n=1}^{\infty }(\mu (A_{n}\cap A)+\mu (A_{n}\cap {\overline {A}}))\geqslant \mu (E\cap A)+\mu (E\cap {\overline {A}}).}
Оскільки вказані нерівності виконуються для всіх {\displaystyle \varepsilon >0}, то {\displaystyle \mu ^{*}(E)\geqslant \mu (E\cap A)+\mu (E\cap {\overline {A}}).} Протилежна нерівність завжди виконується для зовнішньої міри, тому насправді {\displaystyle \mu ^{*}(E)=\mu (E\cap A)+\mu (E\cap {\overline {A}}),} тобто усі множини кільця {\displaystyle {\mathcal {R}}} належать {\displaystyle {\mathcal {M}}_{\mu }.}  Оскільки σ-кільце {\displaystyle \sigma ({\mathcal {R}})} породжене кільцем {\displaystyle {\mathcal {R}}} є перетином усіх σ-кілець, що містять {\displaystyle {\mathcal {R}}}, то також і {\displaystyle \sigma ({\mathcal {R}})\subset {\mathcal {M}}_{\mu }.}

### Для σ-скінченної міри на кільці продовження на породжене σ-кільце є єдиним
Нехай міра {\displaystyle {\overline {\mu }}} є продовженням на {\displaystyle \sigma ({\mathcal {R}})} міри {\displaystyle \mu } на кільці {\displaystyle {\mathcal {R}}} одержаним у вказаний вище спосіб, а {\displaystyle \lambda } є деяким продовженням на {\displaystyle \sigma ({\mathcal {R}})} міри {\displaystyle \mu }. Нехай спершу, одна із цих мір є скінченною на всіх множинах із {\displaystyle \sigma ({\mathcal {R}})}. Якщо позначити {\displaystyle {\mathcal {Q}}} — клас усіх підмножин із {\displaystyle \sigma ({\mathcal {R}})} для яких міри {\displaystyle \lambda } і {\displaystyle {\overline {\mu }}} є рівними, тоді {\displaystyle {\mathcal {R}}\subset {\mathcal {Q}}\subset \sigma ({\mathcal {R}})} і {\displaystyle {\mathcal {Q}}} є монотонним класом, тобто:
1. Якщо {\displaystyle A_{1},A_{2},\ldots \in {\mathcal {Q}}} і {\displaystyle A_{1}\subseteq A_{2}\subseteq \cdots } тоді {\textstyle \bigcup _{i=1}^{\infty }A_{i}\in M,} і
2. Якщо {\displaystyle B_{1},B_{2},\ldots \in M} і {\displaystyle B_{1}\supseteq B_{2}\supseteq \cdots } тоді {\textstyle \bigcap _{i=1}^{\infty }B_{i}\in M.}

Справді, для зростаючої послідовності множин {\displaystyle A_{n}} із {\displaystyle {\mathcal {Q}}} із неперервності міри знизу одержується, що:
{\displaystyle \lambda \left(\bigcup _{n=1}^{\infty }A_{n}\right)=\lim _{n\to \infty }\lambda (A_{n})=\lim _{n\to \infty }{\overline {\mu }}(A_{n})={\overline {\mu }}\left(\bigcup _{n=1}^{\infty }A_{n}\right).}
Тобто {\displaystyle \bigcup _{n=1}^{\infty }A_{n}\in {\mathcal {Q}}.} Аналогічно для спадної послідовності множин {\displaystyle B_{n}} із {\displaystyle {\mathcal {Q}}} за допомогою неперервності міри зверху і припущення скінченності однієї із мір:
{\displaystyle \lambda \left(\bigcap _{n=1}^{\infty }B_{n}\right)=\lim _{n\to \infty }\lambda (B_{n})=\lim _{n\to \infty }{\overline {\mu }}(B_{n})={\overline {\mu }}\left(\bigcap _{n=1}^{\infty }B_{n}\right).}
відповідно також {\displaystyle \bigcap _{n=1}^{\infty }B_{n}\in {\mathcal {Q}}.}
Оскільки {\displaystyle {\mathcal {Q}}} є монотонним класом, для якого {\displaystyle {\mathcal {R}}\subset {\mathcal {Q}}\subset \sigma ({\mathcal {R}})}, то згідно теореми про монотонний клас {\displaystyle {\mathcal {Q}}=\sigma ({\mathcal {R}}),} тобто {\displaystyle \lambda ={\overline {\mu }}} для всіх множин із {\displaystyle \sigma ({\mathcal {R}})}.
Якщо {\displaystyle A\in {\mathcal {Q}}} є множиною для якої одна із мір {\displaystyle \lambda } і {\displaystyle {\overline {\mu }}} є скінченною. Тоді із попереднього міри {\displaystyle \lambda } і {\displaystyle {\overline {\mu }}}  є рівними на множинах {\displaystyle A\cap \sigma ({\mathcal {R}})=\sigma (A\cap {\mathcal {R}})}. Остаточно результат одержується із того, що кожна множина із {\displaystyle \sigma ({\mathcal {R}})} є підмножиною об'єднання не більш ніж зліченної кількості множин із  {\displaystyle {\mathcal {R}}} скінченної міри.

## Приклади
- Якщо на дійсній прямій взяти напівкільце {\displaystyle {\mathcal {S}}} інтервалів {\displaystyle (a,b),\quad a<b}, де міра {\displaystyle (a,b)} рівна (b-a), то подана конструкція дає визначення міри Бореля на борелівських множинах {\displaystyle \,\sigma ({\mathcal {S}})}. Множині {\displaystyle {\mathcal {M}}_{\mu }}  тут відповідає множина вимірних за Лебегом множин.
- Умова σ-скінченності є необхідною для єдиності продовження. Наприклад, на множині X всіх раціональних чисел  проміжку [0 , 1] можна задати напівкільце раціональних чисел проміжку [a , b), де a < b — раціональні числа з проміжку [0 , 1].  σ-кільце, породжене цим напівкільцем, є множиною всіх підмножин X. Задавши тепер {\displaystyle \mu (A)}, рівне кількості елементів A,   і {\displaystyle \mu ^{'}(A)=2\mu (A)}, маємо, що обидві міри збігаються (тобто однакові) на напівкільці і породженому кільці (оскільки всі непорожні множини цих напівкільця і кільця є безмежними, то обидві міри на всіх цих множинах рівні {\displaystyle \infty }), але не збігаються на породженому σ-кільці. Це означає, що в даному випадку продовження не є єдиним.